# Обрен Ристић
Обрен Ристић (Тијовац, 1960) је српски песник и дипломирани економиста.

## Биографија
Главни је уредник часописа Исток и члан је редакције часописа Бдење. Заступљен у двадесетак антологија у земљи и иностранству, као и у шест књига књижевне критике. Такође и у близу тридесетак заједничких књига и зборника. О његовој поезији писало је четрдесет критичара из земље и шест из иностранства.
Приредио књигу изабраних песама Радета Томића „Пред лицем света“, Уметничка академија Исток Књажевац (2014)
Добитник је књижевних награда „Змај Огњени Вук” (2010), „Милан Ракић” (2010), "Златна струна" (2011), "Златни Орфеј" (2022), и признања: КПЗ Србије за трајни допринос култури "Златна значка" (2022) и Плакету са ликом Симе Матавуља УКС (2024).
Превођен је на бугарски, руски, пољски, енглески, македонски, румунски, узбекистански, шпански, грчки и јерменски језик.
О Ристићу су писали Срба Игњатовић, Мирослав Тодоровић, Душан Стојковић, Милица Јефтимијевић Лилић, академик Жарко Ђуровић, Марко Паовица, Љубомир Ћорилић, Љиљана Лукић, Александар Б. Лаковић, Иво Мијо Андрић, Александра Шаренац, Гордана Влаховић и други. У иностранству, Пољска: Jurata Bogna Serafinska, Tadeusz Zawadowski, Grzegorz Walczak, Krystofer Grabon, Arkadiusz Frania i Miroslawa Poncyliusz.
Живи у Књажевцу и Тијовцу.

## Дела

### Књиге поезије
- СРЕЂИВАЊЕ УТИСАКА(Поезија, 1996. г. издавач Књиж. клуб "Бранко Миљковић" Књажевац, ћирилица)
- НА ИСТОКУ, У СЕРБИЈИ(Поезија, 2002. г. издавач "Апостроф" Београд, ћирилица)
- УЗНЕМИРЕНИ СУ СВЕТИ РАТНИЦИ(Поезија, 2006. г. издавач "Импресум" Ваљево, ћирилица)
- ИСТОЧНО ТРОЈСТВО(Заједно са Зораном Вучићем и Радославом Вучковићем, поезија, 2007, издавач Књижевно друштво Свети Сава Београд, ћирилица)
- УЗНЕМИРЕНИ СУ СВЕТИ РАТНИЦИ(Поезија, друго издање, 2008, издавач Књижевно друштво Свети Сава Београд, ћирилица)
- ГОСПОД ЈЕ ВЕЛИКИ ПОЕТА/ THE LORD IS A GREAT BARD, (Поезија српско-енглеско издање, 2009, издавач Матична библиотека "Љубомир Ненадовић" Ваљево, латиница
- ВЕНАЦ ТВОРЦУ(Поезија-сонетни венац, заједно са цртежима Драгослава Живковића, 2009, издавачи "Апостроф" Београд и Књижевни клуб "Бранко Миљковић" Књажевац у едицији "Крајински књижевни круг" уредника Томислава Мијовића, ћирилица)
- ЛИВЕЊЕ ПЕСМЕ / ODLEWANIE WIERSZA(Заједно са Дејаном Богојевићем и Олгом Лалић Кровицки, поезија, српско-пољско издање, 2010, издавачи Шумадијске метафоре, Центар за културу Младеновац и Библиотека "Деспот Стефан Лазаревић" Младеновац, латиница)
- ВЕНАЦ ТВОРЦУ(друго издање, поезија ― сонетни венац, са сликама драгослава Живковића, 2010, издавачи Књижевни клуб "Бранко Миљковић" Књажевац и Културни центар Сврљиг, едиција "Бдење", ћирилица)
- NA WSCHODZIE, W SERBII (НА ИСТОКУ, У СЕРБИЈИ)(Издавач Krosnienska Oficyna Wydawnicza Sp.z.o.o. Krosno, Poljska, 2012. Изабране песме у преводу Olge Lalić Krowicke)
- СУТРАШЊИ ВАРВАРИ(Поезија, изабране старе и нове песме, прво издање, издавач "Босанска ријеч" Тузла, 2015, латиница.-
- ВЕНАЦ ТВОРЦУ И ДРУГЕ ПЕСМЕ („Хемимонтана“ Ниш, 2016)
- У ГОРАМА ЧУДО /ΘΑΥΜΑ ΣΤΑ ΒΟΥΝΑ /CUD W GORACH /IN THE MOUNTAINS A MIRACLE (Избор песама на српском, грчком, пољском и енглеском, УА Исток Књажевац, 2017)
- ВЕНАЦ ТВОРЦУ / ВЕНЕЦ ТВОРЦУ (Избор песама на српском и руском, Смедеревска песничка јесен, Смедерево 2019)
- ЧАСНИ СОНЕТИ (Поезија, Православна реч, Нови Сад 2021)
- ДАРОВИ ЈУТРА (Поезија, изабране и нове песме, Ревнитељ, Ниш 2024)

### Заједничке књиге
- "Сневања и бдења", песници Сврљига, изд. Књ. клуб "БМ" Књажевац, 1999
- "Вајање белине", Алманах, приредио Дејан Богојевић, издавач Мат. библиотека "Љубомир нденадовић" Ваљево, (2009). стр. 68―69
- "Бдења и буђења", заједничка књига поезије чланова редакције "Бдење", Едиција "Бдење", Сврљиг-Књажевац, 2010

### Антологије
- "Галаксија Миљковић", Пожега, "Свитак" Пожега и УКС Београд, 2001
- "Јутро припада птицама" (књига 3) изд. Центар за Источну Азију и Филолошки факултет Београд,2002. г. страна 91 ― два хаикуа
- "Поветарац над потоком" (књига 1) изд. Центар за Источну Азију и Филолошки факултет у Београду,2002. г. ― биографски подаци. стр. 209
- "Ћутање са Бранком или нема песме изван истине", Антологија кратке приче, "Акт" Ваљево, 2004
- "Венац за Достојевског" приредио Слободан Стојадиновић, ЦИП Подгорица 2005, страна 76
- "Споменица Бранка Миљковића", приредио Слободан Стојадиновић, "Беоштампа" Београд, 2011
- "Између Охрида и Бугија", Антологија славенских уметности, аутора Олге Лалић Кровицки, Кросно (Полјска) (2011). стр. 261
- "Зорану Радмиловићу песници и ликовни уметници" аутора Томислава Мијовића, Фондација "Зоран Радмиловић", Зајечар, (2011). стр. 89
- "365 љубавних: Антологија српске љубавне поезије, Фондација Солидарност и Српско књижевно друштво Свети Сава, Београд, (2011). стр. 449
- "Чудесник" ― Споменица Слободана Стојадиновића Чу Деа, Беоштампа Београд, 2012
- "Ветар у гриви", коњ у поезији словенских народа, Антологија, аутор Миодраг Сибиновић, "Интерпрес" Београд, 2011
- "Винопев ― песме о вину", приредио Радомир Андрић, "Просвета" Београд 2012
- "Зрнца", Антологија најкраће приче на српском језику, "Легенда" Чачак 2011
- "Венац венаца", Избор сонетних венаца савремене србске поезије, Фондација "Солидарност Србије", 2012
- "Антологија љубави/Аntologia milosci" ,прир. Олга Лалић Кровицка, Пољска, Кросно, 2012. Krosnienska Oficyna Wydawnicza Sp.z.o.o.
- "The Second Genesis" An Anthology of Contemporary World Pšoetru, India, 2014
- "Serce i krew" Antologia nowej liryki serbskiej/"Srce i krv" Antologija novije srpske lirike, priredio Miloš Waligorski, AKCENT Poljska 2015
- "Nigdzie nie ma piękniejszego nieba" ANTOLOGIA WSPÓŁCZESNEJ POEZJI SERBSKIEJ,избор и превод Grzegorz Walczak, Varšava 2015[4]
- "Balkan Poetry Today" 2018, Editor Tom Phillips, London, Engleska